# Enrique Gainzarain
Enrique Gainzarain (né le 7 décembre 1904 et mort le 18 juillet 1972) est un footballeur international argentin. Il participe aux Jeux olympiques d'été de 1928, remportant la médaille d'argent avec l'Argentine.

## Biographie
Enrique Gainzarain participe aux Jeux olympiques d'été de 1928 organisés aux Pays-Bas. Lors du tournoi olympique, il joue la première finale contre l'Uruguay (score : 1-1 à Amsterdam).

## Palmarès

### équipe d'Argentine
- Jeux olympiques de 1928 :
  -  Médaille d'argent.